# PENTAXの銀塩一眼レフカメラ製品一覧:35mm判 (KマウントAF機種)
PENTAXの銀塩一眼レフカメラ製品一覧:35mm判 (KマウントAF機種)とは、旭光学工業（現リコーイメージング）が発売したオートフォーカス式Kマウント規格一眼レフカメラのシリーズ製品一覧記事である。
オートフォーカス以前の、マニュアルフォーカス式Kマウント規格一眼レフカメラのシリーズ製品、および旭光学工業の初代AF一眼レフPENTAX ME FについてはPENTAXの銀塩一眼レフカメラ製品一覧:35mm判 (KマウントMF機種)を参照のこと。

## PENTAX SFシリーズ
PENTAX SFシリーズとは、旭光学工業初のAFシリーズである。ちなみにその名称は"Super Focus"より由来する。
旭光学工業もME F（1981年11月発売）の後もAF化の開発研究を続けてはいたものの、1984年末にミノルタによって世界初のAFシステムカメラである『ミノルタα-7000』が完成すると、一眼レフカメラメーカーすべてがその遅れを挽回する側に回ることとなったのである。これは業界全体を揺るがす大きな出来事であったために、後に「αショック」と言われるようになった。
その「αショック」による急激なAF化のニーズに応えるべく『PENTAX SFX』は短期間で会社の総力を結集して開発された。初代のAF機である『PENTAX ME F』のアピール不足による反省から、今度はシリーズまるごとAF化への刷新を行い、全機種のワインダー内蔵化による巻上げ巻き戻し作業の全自動化、交換式ファインダースクリーン、交換式データバック、外部リモートレリーズの新規格化などの対応アクセサリーも専用のものへと一新され、また高度に電子化されたAEカメラの操作に特化したボディデザインの採用など、新世代のカメラであることを全面的にアピールする商品展開を行った。
同じ物では競争にならないといった判断から、付加価値として世界初の格納型（リトラクタブル）TTLダイレクト測光方式のフラッシュをボディ内に搭載し、先行他社製品との差別化を図った。また暗所での合焦性能を向上させるため、非球面レンズを使用したAF補助光装置も搭載され、内蔵TTLフラッシュの利便性の向上が図られた。
AF機構に関しては、従来の精度は高いものの実用面で問題があった「コントラスト検出方式」AFマウントであるKFマウントではなく、新たに「位相差検出方式」AFマウントとして新規開発されたKAFマウントを実装し、ようやくAF合焦精度と速度のバランスが実用レベルに達した。その新機能に対応したSMCペンタックス-Fレンズ群も同時に用意され、その新レンズ群のデザイン、機構も従来のMFレンズ群より一新された。
ボディデザインは、従来のシリーズとはがらりと変わって大型化され、電子化されたAEカメラに最適化された筐体デザインとなった。主な特徴は、液晶パネルがペンタ部に移り、各情報の視認性の向上が図られたこと。また、内蔵フラッシュ用大型コンデンサの搭載位置の関係から、グリップ部が大型化され、ホットシューが軍艦部右肩に移ったことなどが挙げられる。グリップ感の良さや、使い勝手が良かったことなどから、この基本デザインは次のZシリーズにも継承される。
その企業努力の甲斐もあってかSFシリーズは成功を収め、また世界初のズームレンズ内蔵コンパクトカメラの『ペンタックスズーム70』の成功と相まって、旭光学工業の窮地を救うこととなった。国内においてこのSFシリーズは、全モデルにデータバック（クォーツデート機能）のある製品と、ない製品の2種類がラインナップされた。
- SFX / クォーツデート - 1987年3月発売。『ペンタックスSFX』とは、ミノルタの『α-7000』より遅れること2年、満を持して登場したシリーズ第1号機である。地味なスペックではあるがカメラとしての基本は押さえており、当時のAFカメラを望む多くの一般層に受け入れられた。売りであった世界初のTTL内蔵フラッシュだけではなく、軍艦部、液晶表示部を撮影者側に傾斜させたことによる操作性、視認性の向上を考慮した筐体デザインなどから、α-7000を相当意識し、それ以上の製品を作ろうとした開発スタッフの努力が垣間見える。またフル・プラスチック外装ながらも、堅牢性も高く、まず最初にデザインされたという、グリップ部のホールディング性も良い。プロダクトデザイナーの工夫がうかがえるためか実用的な機種であったが、当時では実用性を重視しすぎた感のある奇抜なデザインや、発売時期がわずかに『キヤノンEOS650』に遅れを取ったことなどから、その販売実績や、実力に対してやや地味な印象を持たれているものの、後の多くの他社一眼レフカメラ製品に内蔵TTLフラッシュが採用されていることから、そのアイデアは正しかったといえる。
- SF7 / クォーツデート - 1988年9月発売。『ペンタックスSF7』とは、SFシリーズの廉価機として登場した。初代機SFXとの差別化のためか、配色や表面処理は、同時期に発売されたSFXNに合わせられ、グレーの胴体部が「平面処理」から「梨地処理」に変更されている他、マウント左脇のフォーカスモードセレクターの文字色が赤に変更された。SFXから、マルチプログラム、視度調整機能が省略されたが、ペンタックス初の多分割測光機能である2分割測光（SPD素子）の採用や電池ボックスが底板の開閉フタ式に変更されるなど廉価機といえどもスペック、実用面においては従来の上位機種であるSFXとも遜色がなく一面では上回る機種であった。注目すべき点は、形状、スペックにおいてSFX/XNと酷似するが、内部構造が大きく異なり、パーツの一体成形化、組立工程の簡略化などの各所に大幅なコストダウンが図られていることである。後のZシリーズ廉価機のベース機になったが、やや大型なのはペンタプリズム（銀蒸着）を採用しているためである。なおこの機種よりフォーカシングスクリーンが、より明るい「アスフェリックマイクロマットスクリーン」が採用される。この機種の大きな欠点はネガフィルムを主に使う層を対象と考えたためか大幅に露出がオーバーとなることだった。露出補正もフィルム感度のマニュアル設定も出来ないためリバーサルフィルム使用時にはDXコードを改造するしかなかった。
- SFXN / クォーツデート - 1988年11月発売。『ペンタックスSFXN』とは、AF機における激しい技術競争の中でわずか2年足らずで性能的に古くなってしまったSFXの後継機種である。シャッター速度がペンタックス・カメラ初の最高1/4000秒を実現し、フラッシュ同調速度は1/125秒にまで引き上げられた。そればかりではなく、連射性能の向上や、オートブラケット機能の追加、低ミラーショックのためのミラーアップ機構の設計の見直しなどの大幅な改良とグレードアップが図られており、「N」、つまり“New”の名に止めておくには惜しい機種であった。従来のSFXに対して実力的にはワンランク以上の実質上の上位機種となったが、外装部品、デザイン、と目に見える部分がほとんど同一であるために、これもまた地味な印象の機種となってしまった。その酷似するSFXとの外装面での主な違いとして、先行発売されたSF7のカラーリングや「梨地処理」を踏襲しつつ、軍艦部の色がブラックからメタリック・ブラックとなったこと。他にグリップ部の“SFX”のプリントロゴがグリップ部のバッテリー蓋側（外側）から、本体側（内側）に変更された点などが挙げられる。

## ペンタックス Zシリーズ
SFシリーズの筐体デザインを踏襲しながら即応の思想という新たなコンセプトのもとに開発されたAF機第2世代のシリーズ。ハイパーマニュアル露出（以降、HyM露出と記述）はシリーズ全機種に採用された。さらに新規のKAF2マウントが採用され、全機種がパワーズーム機能を始めとした各種ズーム補助機能すべてに対応（ただしZ-70Pはパワーズームのみである等、Z-1以外の機種にはインテリジェント動作に制限がある）し、それに応じて新たにSMCペンタックス-FAレンズ群が発売された。他にも全機種に多分割測光機能が実装され、測光機能も強化された。アメリカではPZシリーズとして販売された。
- Z-10 クォーツデート - 1991年6月発売。廉価機ながらも「HyM露出」、「6分割測光」、「スポット測光機能」を実装。KAF2マウントの全機能に対応している。一方コストダウン等のためファインダー内表示等が極めて簡略化された。
- Z-1 クォーツデート - 1991年12月発売。「1」の数字を与えられた旗艦機である[注釈 5]。シャッター速度は最高1/8000秒まで引き上げられた。「第9回（1992年）カメラグランプリ」を受賞している。ハイパープログラムを実装し、プログラムモードから、前後ダイヤルを操作するだけで、絞り優先モードとシャッター速度優先モードを行き来することができる。ペンタックスとしては初めて裏蓋に本体の操作ボタン（露出補正ボタン、測光モードボタン）を備える。SFシリーズに引き続き、液晶表示部はペンタプリズム上部に配置されている。レンズの絞り環がA位置であっても絞り優先モードが使用可能なため、絞り環を持たないFA JレンズやD FAレンズなども使用できる数少ない機種の一つである。下部にグリップストラップFDを装着できが、これはホールディング向上のためであり、バッテリーグリップではない。

- Z-20 クォーツデート - 1992年11月発売。Z-10の改良機でハイパープログラムシフト、ピクチャーモード、学習機能を搭載。

- Z-20P クォーツデート - 1993年6月発売。Z-20のパノラマ対応版。

- Z-50P クォーツデート - 1993年6月発売。Z-20/20Pより、学習機能などを省き、機能を整理した廉価機である。

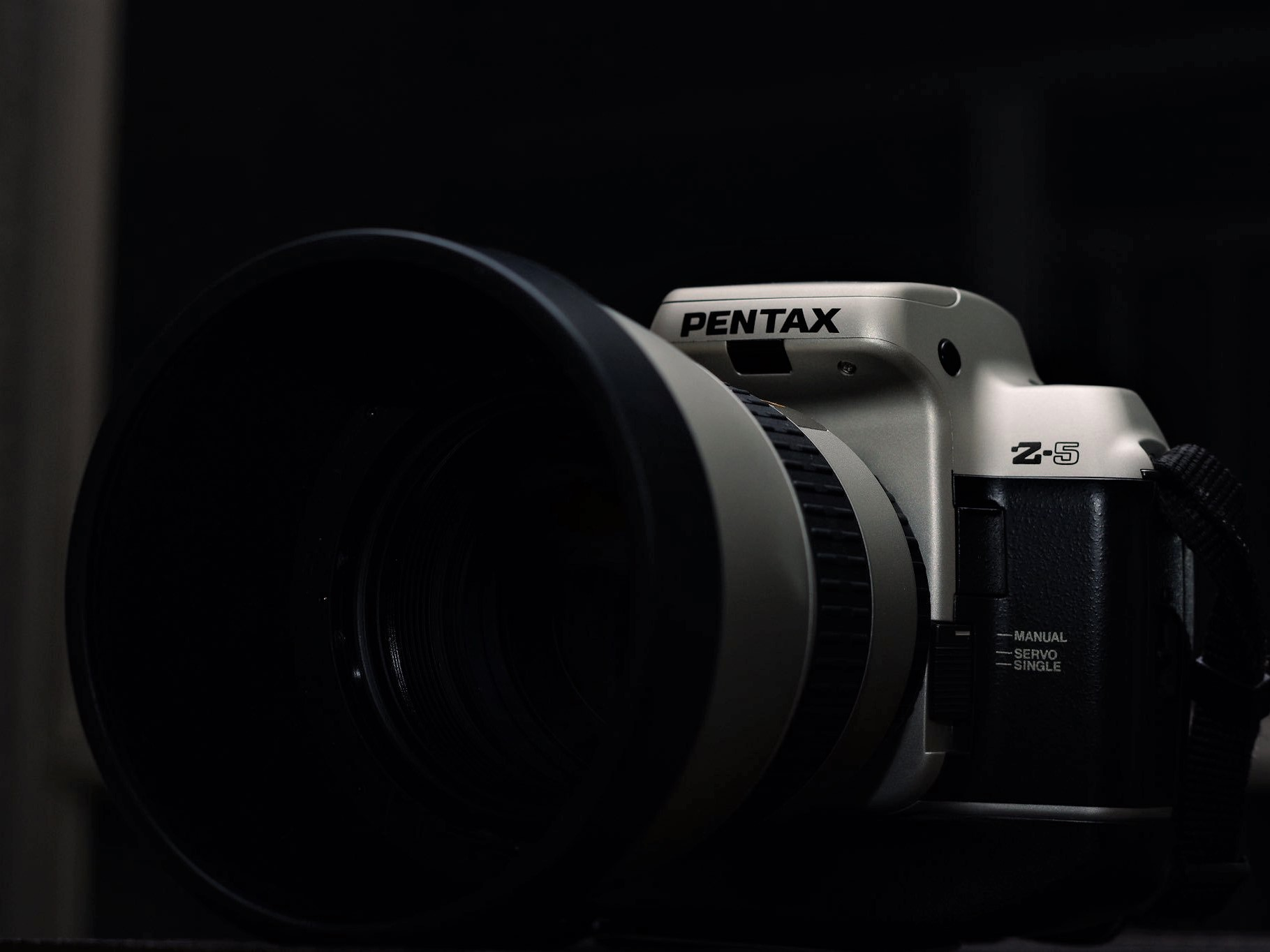
PENTAX Z-5 & smc PENTAX-FA^{★} 85mmF1.4ED[IF

- Z-5 クォーツデート - PENTAX Z-5 & smc PENTAX-FA★ 85mmF1.4ED[IF]1994年3月発売。基本性能・外観はZ-1とほとんど同じだが、カスタムファンクション機能の一部が削除され、その分若干安価になっている。カスタムファンクション機能は、ペンタックスのサービスセンターにて有料で変更することができた。Z-5/5PはZシリーズで唯一クロームボディであり（Z-1リミテッドは除く）、FA★レンズはこのボディと同じカラーリングである。

- Z-1P クォーツデート - 1994年6月発売。Z-1の後継機。連写性能が秒間4コマへ向上。また、当時流行りだったパノラマの撮影も可能となった。UVコートが施されたほか、ファインダー内表示項目（露出インジケーター）の追加、巻き戻し動作の簡略化、グリップ部のラバーの改質（Z-1リミテッドと同じものに改良）、内蔵フラッシュの制御方式変更等細かく改良されている。以上のように、性能は大きく改良されているが、外観はZ-1とほぼ同じであった。Z-1Pからナチュラルブライトマットが採用されており、従来のクリアブライトマットから更にピントの山が掴みやすくなっている。パノラマモード切替レバーの搭載により、グリップストラップもレバーのための切り欠きのあるものに変更されている。

- Z-5P クォーツデート - 1994年8月発売。Z-1Pベースの、Z-5の後継機。発売日はZ-5とわずか4ヶ月しか変わらない。短い期間しか販売されなかった[要出典]。Z-5とは異なり、液晶のバックライトが省略されている。AF機シリーズ初のクロームとブラック仕様のカラーバリエーションが展開された。

- Z-70P クォーツデート - 1995年4月発売。愛称は“Zメイト”。ボディの軽量化が図られ、470gと500g以下のボディとなった。それに伴って大口径レンズ向けのパワーズーム機能も一部を残して大幅に整理された。測光範囲も2分割測光と大幅に簡素化された。SFシリーズから続いた「スイッチ兼モードセレクトレバー」がダイヤル式に変更された。

## ペンタックス MZシリーズ
MZシリーズとは、従来のSF、Zシリーズより一転して新たなコンセプトで始まった小型軽量AF機シリーズである。機能の拡張よりも、「スリムでコンパクト」、「分かりやすさ」、「趣味性」に重点が置かれた。それに伴い、従来の大型筐体から小型筐体に変更された。操作体系も大幅に変更され、ハイパー露出は継承されず、見た目で分りやすい操作体系への回帰が図られた。シリーズ上級機はマニュアルMF機と同様のダイヤル操作方式を採用。一方普及機は、ダイヤル操作式であることは同様であるがオート撮影に特化した操作体系となった。スリム化路線の徹底によって必ずしもKAF2マウントではなくなり、またMF機もラインナップされるなど、マウントも機能も、機種の位置付けによって異なるバラエティに富んだシリーズ展開となった。このシリーズにあわせて、高性能だけでなく趣味性を加味した、新たな小型軽量化された高級ブランドレンズであるFAリミテッドレンズ群が登場した。アメリカではZXシリーズとして販売された。
- MZ-5 クォーツデート - 1995年11月発売。ペンタックスMZ-5とは、MZシリーズ第1号機である。電子式AF機ながらも、絞り操作はレンズ側の絞り環で行い、シャッター速度はMFカメラと同様のデザインのダイヤルで設定。測距点が3点となった。TIPAとEISAのヨーロッパ2大カメラ賞を受賞し、その記念モデルも発売された。
- MZ-10 クォーツデート - 1996年6月発売。MZシリーズ初の普及機である。ペンタミラー化などのコストダウンが図られている他、「オートピクチャーモード」を初めて搭載した。コストダウンと軽量化のため、ペンタックスとしては初めてのプラスチックマウントを採用している。この時期には一部Zシリーズも併売されていたため、普及機では唯一KAF2マウントが採用されている。
- MZ-50 クォーツデート - 1997年5月発売。MZ-10の廉価機である。更なるスリム化が図られ、KAFマウントへの変更（パワーズームの使用不可）、オートピクチャーモードやパノラマ機構が省略されるとともに、測光方式がそれまでの6分割から2分割へ、AFがそれまでの3点測距からセンター1点測距へ変更された。さらに、35mm判ペンタックスカメラ初の絞り輪にA位置のないレンズ（K、Mレンズ）が使用不可能な機種となった。

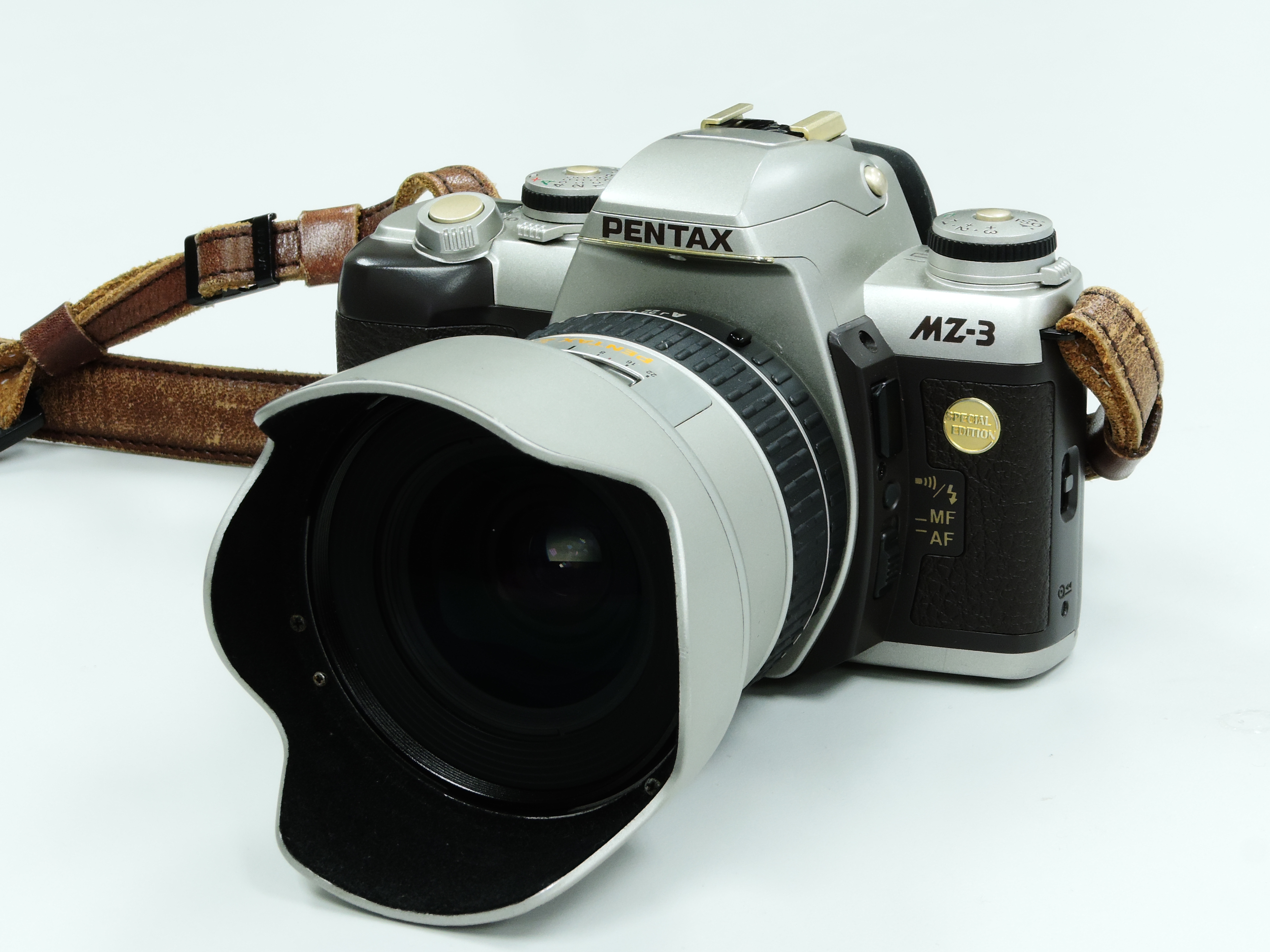
PENTAX MZ-3 Special Edition & smc PENTAX-FA^{★} 24mmF2AL[IF

- MZ-3 クォーツデート - PENTAX MZ-3 Special Edition & smc PENTAX-FA★ 24mmF2AL[IF]1997年7月発売。MZ-5の後継機。外観は酷似するも、各所に実用面・操作性に重点をおいた機能向上が施され、メモリーロック機能（AEロック）、プレビュー機能搭載、各ダイヤルの高さの変更、グリップ部の形状変更など、MZ-5で不評だった箇所がほぼ改善された。最高シャッター速度が1/4000秒になるなどスペック面も向上された。CONTAX Ariaのベースモデルとしても知られている[要出典]。
- MZ-7 クォーツデート - 1999年8月発売。中級機。MZ-10をベースに高性能化された機種で、ペンタックス初のフラッシュオートポップアップ機能や、リモコンによるワイヤレスの遠隔撮影機能が追加された。また「オートピクチャーモード」も復活し、ダイヤル内にランプが埋め込まれ、その点灯位置によってどのモードが選択されたのかが分かる新機構が組み込まれた。他にも上級機にあった多重露出機能、視度調整機能の追加。調光機能、測光機能も強化され、絞り輪にA位置のないレンズの使用の可能など、スペック面では過去の上級機であるMZ-5とほぼ遜色のない機種となった。後にブラックモデルも発売された。
- MZ-30 クォーツデート - 2000年2月発売。MZ-7をベースにした新たな廉価機種。オートポップアップ機能、強化された調光機能などを受け継いだ。オートピクチャーモードと光るモードダイヤルは省略され、Aレンズ群以降のレンズしか使えないシンプルな仕様である。
- MZ-5N クォーツデート - 2001年3月発売（国内）。シャッターユニットはMZ-5、ボディはMZ-3という機種である。MZ-3と差別化のため、シャッター速度の上限が1/2000秒に抑えられている。

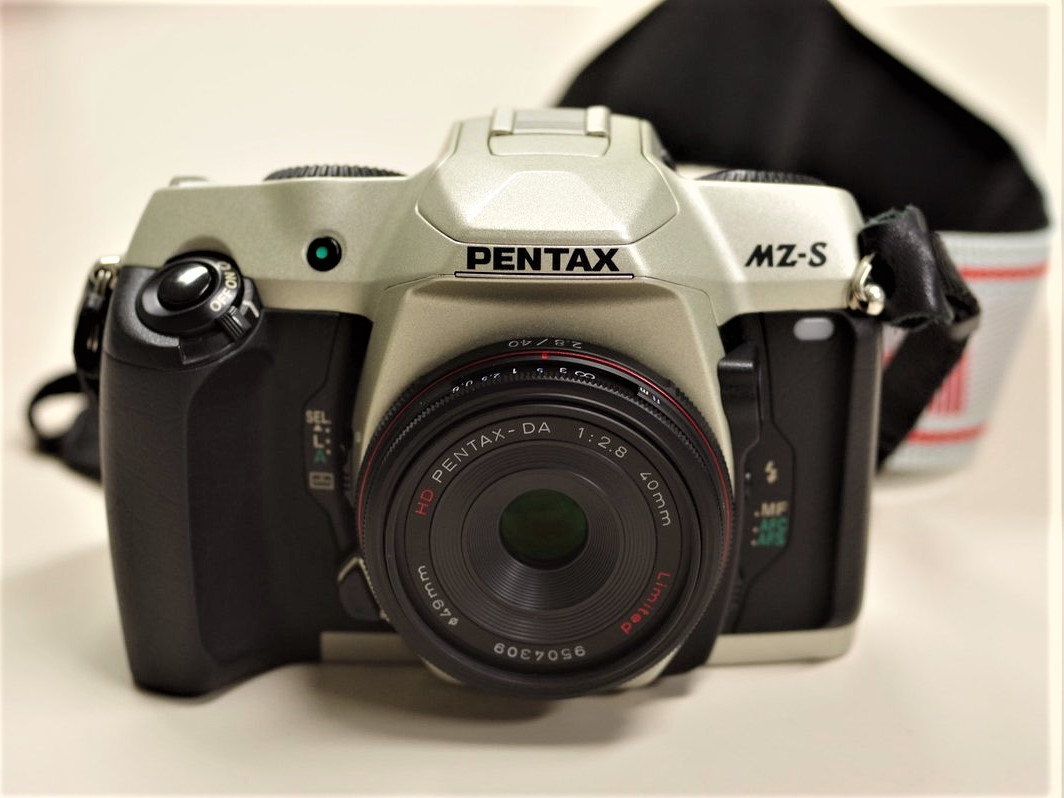
PENTAX MZ-S & HD PENTAX-DA 40mmF2.8Limited

- MZ-S クォーツデート - PENTAX MZ-S & HD PENTAX-DA 40mmF2.8Limited2001年5月発売。シリーズ最上級機。MZ-3で指摘されたいくつかの問題点の解決が試みられた。ミラーショックを小さくするために、ミラーアップ機構はモーターによって制御され、さらにセルフタイマーを利用したミラーアップ機能の追加もある。AF機能は、ペンタックス初の6点測距、測距点選択機能が実装され、調光機能は、この機種より新規に設けられたP-TTLシステムに対応し、それぞれ強化された。また、データバックに撮影データの印字機能が標準実装され、ペンタックス645シリーズでも採用されたパーフォレーション間印字機構が取り入れられている（レリーズコード用コネクタも、シリーズで唯一645NIIの新規格が採用されている）。操作面ではシャッターダイヤル・ロックが廃止され、新たな操作体系である「ハイパーオペレーティングシステム」が採用された。また、ダイヤルの操作性と液晶画面の視認性の向上のため、軍艦部が撮影者に向けて大きく傾斜された。
- MZ-L クォーツデート - 2001年11月発売。MZ-7の後継機種。機能はすべて継承された上でスペックアップが図られた。最高シャッター速度が1/4000秒に引き上げられただけではなく、P-TTLを始めとした2001年以降の数々の新規格の各機能に対応すべく仕様変更され、『ケーブルスイッチ（レリーズコード）』のコネクタも*istで採用されているものが初採用された。他に「電子プレビュー機能」、「オートブラケット機能」、「ペンタックスファンクション（カスタムファンクション）」が追加された。MZ-7より受け継がれたリモコン機能にはAF機能が追加されている。
- MZ-60 クォーツデート - 2002年11月発売。MZシリーズの最終モデル。徹底的な機能のスリム化が図られた。外部レリーズコード用ソケット、露出補正機能までが廃止され（ISO感度設定変更は可能である）、さらにAF機能付きレンズ専用機になってしまった。同様に構造も簡素化され、従来の撮影モード設定ダイヤルを無くし、ボタン＋セレクトダイヤル方式に変更。更に裏ブタのデート設定機構をボディ本体側に移し、ボディの構造を単純化させるなどの工夫がなされた。しかし替わりにオートブラケット機能（1/2、1段）や、セルフタイマー機能を利用したミラーアップ機能、バルブタイマー機能（最長32分）などが実装されている。

## ペンタックス *istシリーズ
ペンタックス*istシリーズは、従来のMZシリーズの小型軽量のコンセプトを引き継ぎつつ、より高機能・小型軽量を突き詰めたシリーズである。名称の*（アスタリスク）は、ワイルドカードの意味があり、そこに任意の語句を入れることで、「Artist」「Realist」「Journalist」「Specialist」などさまざまな「-ist」が誕生するように、あなた好みのカメラに仕立ててくださいという意味が込められている。フィルムカメラとしての*istシリーズは1機種のみだが、以降デジタルカメラとして*ist Dシリーズに引き継がれた。同時発売のSMCペンタックス-FA Jレンズ群では絞り環が省略され、以降のペンタックスの一眼レフでは、ボディ側からのみ絞りを操作するようになった。

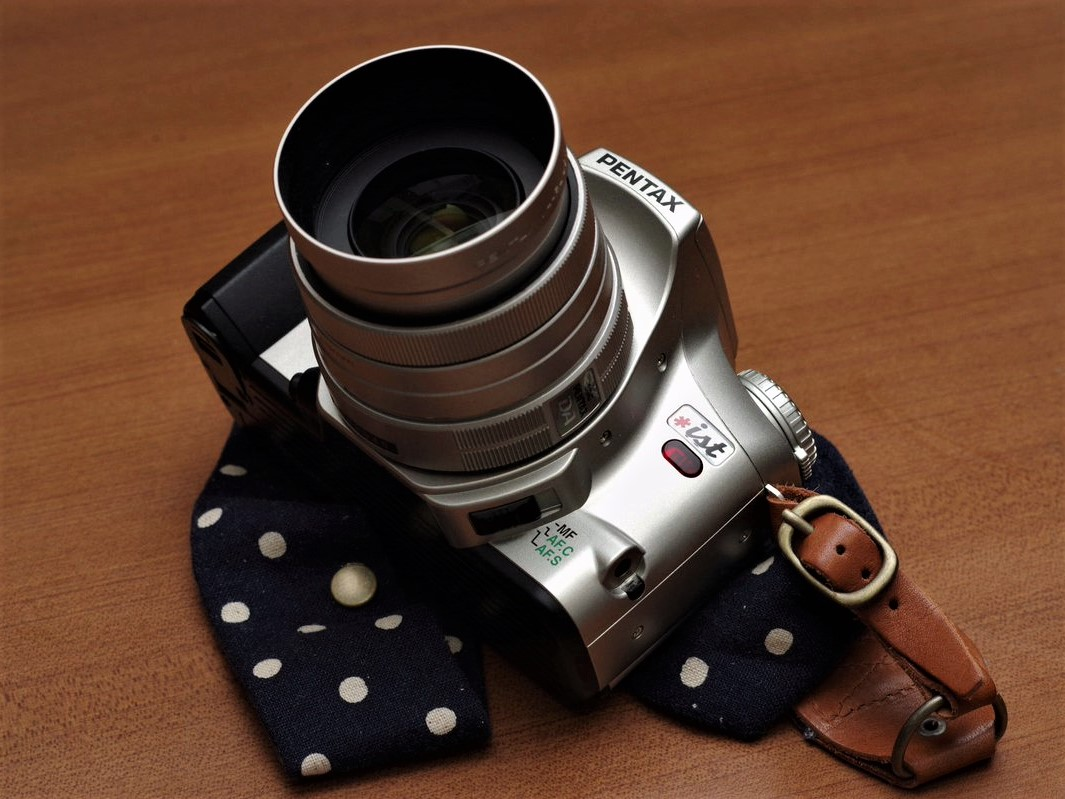
PENTAX *ist & smc PENTAX-DA 35mmF2.4AL

- *ist - PENTAX *ist & smc PENTAX-DA 35mmF2.4AL2003年4月発売。小型化のために、フィルム装填方式をコンパクトカメラのようにグリップ側に装填する左右逆転の方式を採用した。シャッター速度は最高1/4000秒を実現。他にオートブラケット機能、電子プレビュー機能なども実装している。更にAF測距点が従来のMZ主流機の3点から11点選択式に、多分割測光機能も従来の6分割から一挙に16分割にまで増加された。また、選択されている測距点はスーパーインポーズ機能でファインダー上に直接表示されるようになり、背面データバック部には小型化の代償として新たに液晶パネルが移動し、選択用カーソルキーが設置され、現行のデジタル一眼レフ機の操作系に近いものとなった。マウントはKAFマウントを採用したため、KAF2マウントレンズのパワーズーム機能は使用できない。絞り連動環を省略し、絞りの制御は「ボディ側」で電子的連動によって行われるため、絞り環にAポジションの無いレンズは使用に制限がある[注釈 8]。また、この機種よりクォーツデート機能が一般化されたため、“クォーツデート”の呼称が無くなった。TIPA主催のカメラ賞である、「TIPA ヨーロピアン・フォト&イメージング・アワーズ 2003－2004」の“最優秀35mm一眼レフカメラ”に選出された。「ペンタックスの35mmレンズ交換式フィルム一眼レフ」として最後の機種となった。